# 千葉県立千葉南高等学校
千葉県立千葉南高等学校（ちばけんりつ ちばみなみこうとうがっこう）は、千葉県千葉市中央区花輪町にある公立高等学校。通称は「南高」（みなみこう）。

## 設置学科
- 普通科

## 概要
- 1972年4月14日 - 開校及び入学式拳行
- 1973年6月19日 - 校旗制定
- 1974年3月22日 - 校歌制定
- 1975年 - 学校群制度で県立千葉、千葉女子、千葉東、市立千葉と共に第1学校群に属す。
- 1982年11月12日 - 10周年記念式典
- 1992年11月14日 - 創立20周年記念式典
- 2002年11月4日 - 創立30周年記念式典
- 2012年10月13日 - 創立40周年記念式典
- 2022年11月11日 - 創立50周年記念式典

## 交通
- JR外房線鎌取駅より徒歩約25分
- 京成千原線大森台駅より徒歩約30分

## 部活動
| 体育系 - 陸上競技 - ソフトテニス - バレーボール - バスケットボール - 卓球 - 水泳 - バドミントン - ワンダーフォーゲル - 剣道 - 弓道 - 空手道 - 野球 - サッカー - ラグビー - 硬式テニス - ソフトボール - ダンス | 文化系 - 吹奏楽 - 美術 - 茶道 | 同好会 - 家庭科 - 将棋 - 華道 - 音楽 - 自然科学 - 写真 - 書道 - アナウンス - かるた |

## エピソード
- 校舎造成の際に、校地にあった古墳から勾玉などが出土した。このため校章は対の勾玉と3本の剣を組み合わせたものをデザインにしている。また、校歌の1番の冒頭にもこのことが謳われている。
- なお、実際出土したのは臼玉と管玉である。[1]
- 校章の形が蠅または蛙に似ていることから、制服につけるバッジが「ハエバッジ」または「カエルバッジ」とよばれていた。
- 文化祭は10月に行っていたことから、神無月にちなみ「神無祭」とよんでいたが、大学共通一次試験（現在の大学入試センター試験）の関係か7月に行うようになった。それでも「かんな祭」とよんでいる。（いまでは花の｢カンナ｣がかんな祭の由来となっている)

## 出身者
- 川島隆太 - 医学者、東北大学教授
- 田中浩一郎 - 中東研究者、慶應義塾大学教授
- 野間美由紀 - 漫画家
- 舩後靖彦 - れいわ新選組所属の参議院議員
- 吉田浩 - NHKアナウンサー